# NGC 1355
NGC 1355 este o galaxie lenticulară situată în constelația Eridanul. A fost descoperită în 8 octombrie 1864 de către Heinrich Louis d'Arrest. Se află la o distanță de 34,99 de megaparseci de Pământ.